# Spoorlijn Repbäcken - Särna
De spoorlijn Repbäcken - Särna (Zweeds: Västerdalsbanan) is een spoorlijn in het midden van Zweden in de provincie Dalarnas län. De lijn verbindt de plaatsen Repbäcken en Särna met elkaar.
De spoorlijn is 129 kilometer lang en werd in 1905 in gebruik genomen.

## Afbeeldingen

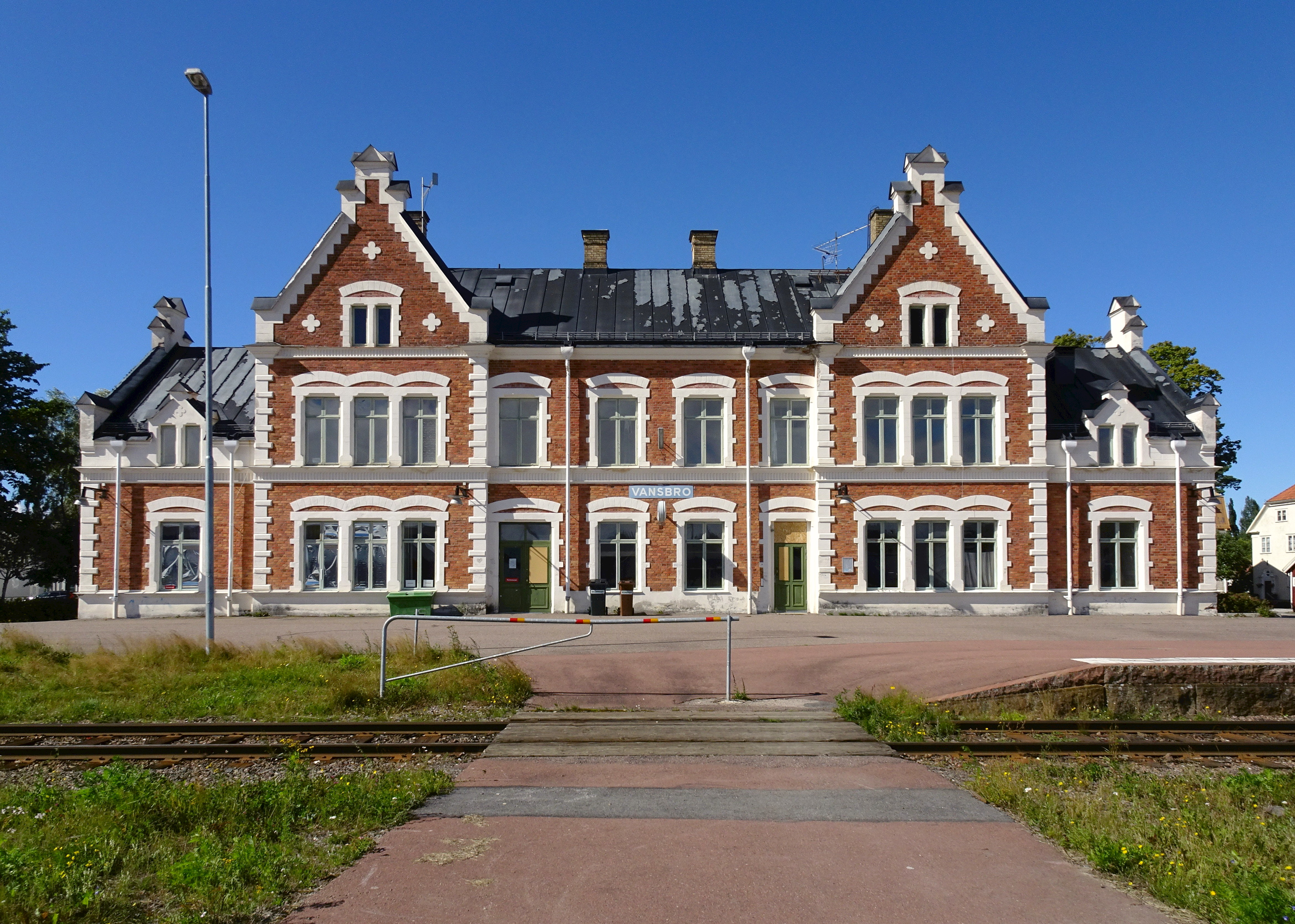
Station Vansbro
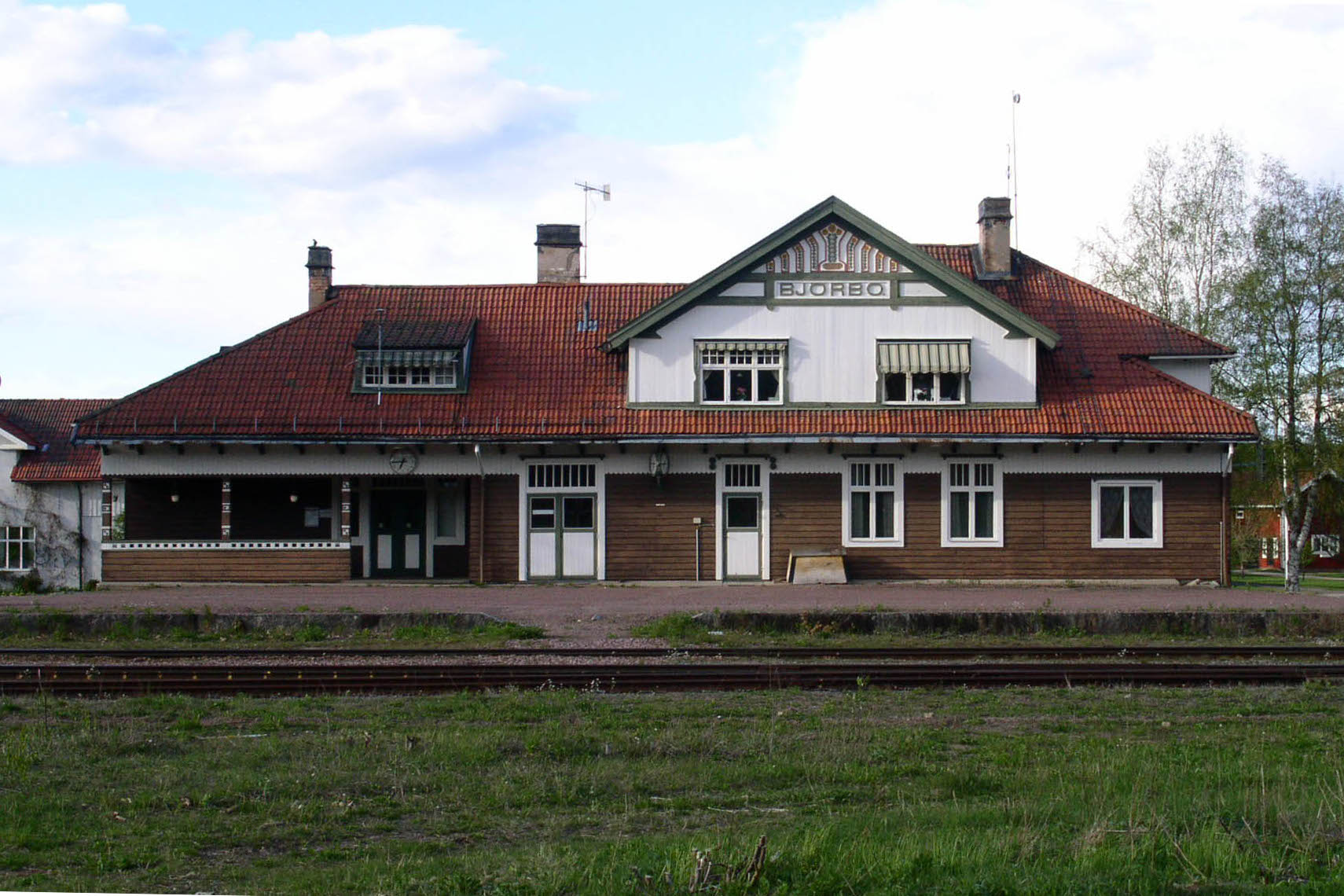
Station Björbo